# Pierre-Henri Stanislas d’Escayrac de Lauture

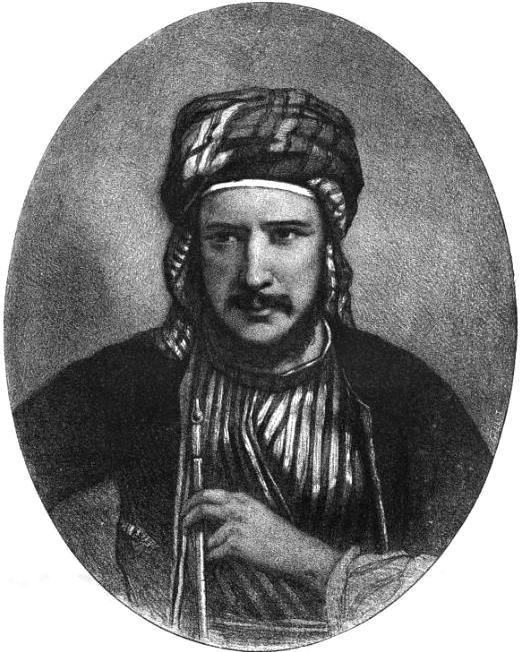
Pierre-Henri Stanislas d’Escayrac de Lauture auf einer Zeichnung aus dem Jahr 1862

Pierre-Henri Stanislas Comte d’Escayrac de Lauture (* 19. März 1826 in Paris; † 18. Dezember 1868, in Fontainebleau) war ein französischer Diplomat, Afrikaforscher und Schriftsteller. Sein bekanntestes Werk Le Désert et le Soudan diente Karl May als Vorlage für dessen Reiseerzählungen.

## Leben
Stanislas d’Escayrac Lauture entstammte einer alten Adelsfamilie aus Quercy. Er besuchte das Collège de Juilly und trat danach in den diplomatischen Dienst. Seine erste Reise führte ihn 1844 nach Madagaskar, die Komoren und Sansibar. Nach seiner Rückkehr 1846 wurde er Attaché an der französischen Botschaft in Lissabon und besuchte von dort aus Algerien und Marokko.
Nach der Revolution von 1848 verließ er den Staatsdienst und begab sich auf Reisen: Zuerst nach England, Schottland, Irland und Italien, 1849 abermals nach Afrika. Von Tunis aus unternahm er eine Expedition, die ihn bis nach Kordofan und Sannar führte. Über Khartum und Sawakin gelangte er zurück nach Ägypten. Seinen Reisebericht veröffentlichte er unter dem Titel Le désert et le Soudan.
1852 bereiste er Syrien und Palästina. Im gleichen Jahr erhielt das Kreuz der Ehrenlegion, 1856 wurde er Offizier. D'Escayrac war Mitglied der Société de Géographie und der Société asiatique und beherrschte mehrere Sprachen: Spanisch, Portugiesisch und Englisch seit seiner Jugend, sowie Arabisch, Türkisch und Persisch. 1854 ging er neuerlich nach Ägypten und widmete sich dem Studium der Sprachen und Dialekte der arabischen und schwarzen Bevölkerungsgruppen.
1856 ernannte ihn der Vizekönig von Ägypten Muhammad Said auf Vorschlag Ferdinand de Lesseps zum Leiter einer groß angelegten internationalen Expedition zur Erforschung der Nilquellen. Der Khedive stellte den zwölf Mitgliedern eine dreihundert Mann starke Eskorte, zwei Dampfschiffe, zahlreichen Barken und achtunddreißig Wagen zur Verfügung, doch das Unternehmen kam trotz monatelanger Vorbereitungen nicht zustande.
1860 reiste d’Escayrac als Vorstand einer wissenschaftlichen Kommission nach China und begleitete die Truppen eines französisch-englischen Expeditionskorps während des Zweiten Opiumkriegs. Eine diplomatische Gesandtschaft, der er angehörte, wurde auf dem Weg zu Friedensverhandlungen gefangen genommen und nach Peking gebracht. Einige Europäer, darunter d’Escayrac, wurden wieder freigelassen. Als sich herausstellte, dass die Gefangenen gefoltert und zwanzig Mann (sieben Franzosen und dreizehn Engländer) getötet worden waren, befahl der englische Hochkommissar für China Lord Elgin die Zerstörung des Alten Sommerpalastes in Peking. Der französische General Montauban jedoch verweigerte die Teilnahme seiner Truppen an dieser Vergeltungsaktion.
Nach der Unterzeichnung der Pekinger Konvention im Oktober 1860 kehrte d’Escayrac gesundheitlich schwer angeschlagen nach Frankreich zurück. Er wurde zum Kommandeur der Ehrenlegion ernannt, lebte die letzten Jahre seines Lebens vorwiegend in Italien und starb am 18. Dezember 1868 im Alter von zweiundvierzig Jahren.

## Le Désert et le Soudan
Le Désert et le Soudan (1853) ist das einzige Werk d’Escayracs, das auch in deutscher Übersetzung erschienen ist. Es wurde von Karl Andree in einer gekürzten Fassung unter dem Titel Die Afrikanische Wüste und das Land der Schwarzen am oberen Nil 1855 in der Verlagsbuchhandlung von Carl B. Lorck in Leipzig herausgegeben. Es ist eine umfassende geografische, völkerkundliche und politische Darstellung der Sahara und des Sudan.
Karl Andree beschreibt d’Escayrac im Vorwort als „frei von volksthümlichen oder kirchlichen Vorurtheilen. […] er hat mit den Bewohnern der Wüste und der Nilländer gelebt wie ein Araber oder Nuba. […] Den Mohamedanismus in Afrika betrachtet er nicht durch ein europäisch gefärbtes Glas.“
Die Afrikanische Wüste und das Land der Schwarzen am oberen Nil mit seinen detaillierten ethnografischen und geografischen Beschreibungen diente Karl May als Vorlage für seine eigenen fiktiven Reiseberichte; es bildete „[…] gleichsam Mays Handbuch und Reiseführer für die Sahara und Teile Nordafrikas.“ May nutzte das Buch ebenso als arabischen Sprachführer und als Quelle für seine Beschreibungen von Sitten und Gebräuchen. Er übernahm zum Teil ganze Textpassagen mit nur geringfügigen Änderungen.

## Werke
- Notice sur le Kordofan (1851)
- Le désert et le Soudan (1853) (dt. Die Afrikanische Wüste und das Land der Schwarzen am obern Nil)
- Mémoire sur le Ragle, ou Hallucination du Désert (1855)
- Mémoire sur le Soudan (1856)
- Considérations sur le passé et l'avenir de la Chine (1862)
- Mémoires sur la Chine (1864)
- Le langage, son histoire, ses lois, applications utiles de ces lois  (1865)
- La guerre, l'organisation de l'armée et l'équité (1867)